# Renégat
Un renégat (occitan : renegat ; espagnol : renegado et italien : rinnegato ; littéralement en français un « renié ») est une personne qui renie ses opinions, sa religion, sa patrie ou son parti.

## Renégats en Barbarie
Entre les XVIe et XVIIIe siècles, de nombreux chrétiens réduits en esclavage en Afrique du Nord par les Barbaresques pendant leurs opérations de piraterie, poussés par le désir d'adoucir une condition particulièrement pénible, ou d'échapper à un châtiment, se convertirent à l'islam, et devinrent des « renégats » (renegados). Germain Moüette rapporta ainsi que la femme de son maître lui avait promis la main de sa nièce s'il abjurait, ce qu'il refusa. D'autres, par arrivisme, firent le  choix  d'abjurer. Selon Roland Courtinat « l'islam exerce une réelle attraction sur de nombreux chrétiens. La Barbarie est synonyme de richesses accessibles à tous. La bonne chère, la possibilité de s'enrichir, les femmes, la liberté d'action peuvent hanter l'esprit  d'hommes de modestes conditions ». Ils se joignirent alors aux pirates barbaresques pour les faire bénéficier de leur expertise technique, comme ce fut le cas pour les corsaires de Salé.
La plupart des capitaines des galères de course n'étaient pas toujours Algériens mais en majorité, des renégats et des Turcs, sauf certains comme Hamidou Ben Ali dit "Raïs Hamidou" et d'autres. Ainsi dans un état de la marine d'Alger en 1588, donné par Pierre Dan dans son Histoire de Barbarie et de ses corsaires, celle-ci était européenne pour moitié au moins et se composait alors, outre quelques frégates, de trente cinq galères dont vingt appartenaient à des renégats européens majoritairement italiens.

### Renégats célèbres
Ordre alphabétique
- Ali Bitchin (vers 1560–1645)
- Abdallah Montera (1817-1895)
- Dali Mami (XVIe siècle)
- Gedik Ahmed Pacha
- Hassan Corso (1518-1556)
- Hassan Veneziano (XVIe siècle)
- Jack Ward (vers 1553–1622), alias Yusuf Reis
- Jan Janszoon  alias Mourad Rais (vers 1570–après 1641)
- Mami Arnaute (XVIe siècle), qui captura, avec Dali Mami, Miguel de Cervantes et son frère Rodrigo le 26 septembre 1575
- Murat Rais (vers 1534–1638)
- Salomo de Veenboer alias Sulayman Reis (mort en 1620)
- Simon Dansa alias Raïs Dali (vers 1579–vers 1611)
- Sinan Reis (mort en 1546)
- Uluç Ali Paşa (1519–1587)
- Yuder Pacha
- Mourad Bey (Jacques Santi), Bey de Tunis de 1613 à 1631